# Anna Schaper

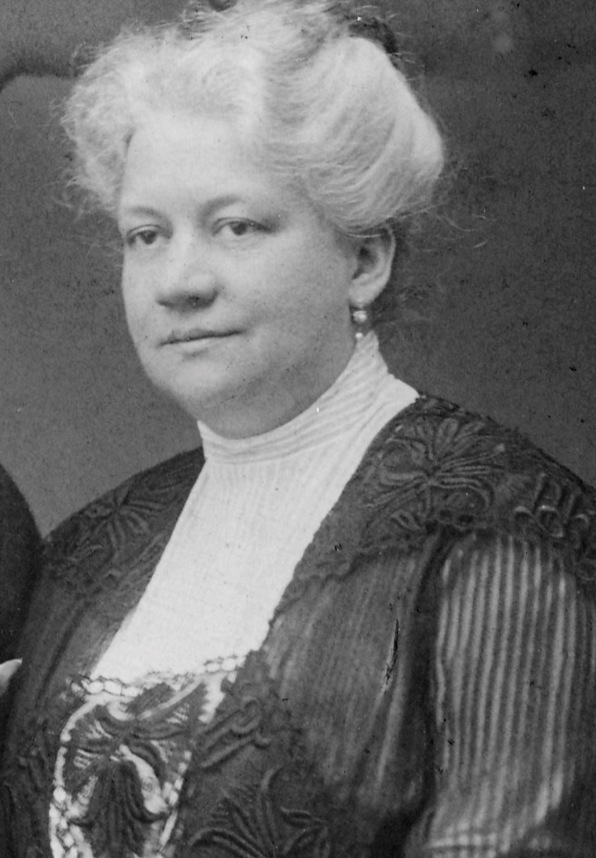
Anna Schaper

Johanna Lisette Julie Anna Schaper, geb. Brügmann (* 30. Dezember 1867 in Hamburg; † 9. April 1933) war eine Hamburger Politikerin der Deutschnationalen Volkspartei (DNVP) und Abgeordnete der Hamburgischen Bürgerschaft.

## Leben und Politik
Schaper besuchte die Privatschule von E. und C. Raynal und von 1884 bis 1886 das Seminar der Klosterschule. Sie heiratete 1887 Fritz Schaper, der das „J.F. Schaper Zigarrengeschäft“ besaß. Aus der Ehe sind sechs Kinder hervorgegangen. Eines der Kinder starb schon früh.
Von 1899 arbeitete sie in der „Armenpflege“, von 1907 in der „Krüppelfürsorge“ und von 1914 in der „Kriegshilfe“. Sie war zudem im Kriegsversorgungsamt und in Hausfrauenorganisationen tätig. Zudem war sie Mitglied des Armenkollegiums.
Von 1919 bis 1924 war sie für die DNVP in der Hamburgischen Bürgerschaft vertreten. Zudem war sie die erste weibliche Deputierte in der Behörde für Handel, Schifffahrt und Gewerbe.